# Монастырь Иакинфа
Монастырь Успения Пресвятой Богородицы, известный также как монастырь Иакинфа по имени его основателя, был создан не позднее VII века в византийской Никее. Монастырь существовал долгое время после завоевания города османами в XIV веке, а кафоликон — крестово-купольный Успенский храм — действовал вплоть до уничтожения его турками в 1922 году.
Монастырь был основан в VI—VII веках священником Иакинфом. Землетрясение 727 года привело к перестройке пострадавшего монастыря. Тогда же из-за иконоборчества многие росписи в храме были сбиты и изменены на изображения креста. Первое датированное упоминание о монастыре относится к 787 году, когда игумен Григорий присутствовал на Втором Никейском соборе в соседнем Софийском соборе. После победы на Соборе иконопочитания Успенский храм был украшен новыми мозаиками. В IX веке странствующий монах Константин подарил монастырю реликвию — руку святого Парамона. После землетрясения в 1067 году патрикий Никифор значительно перестроил нартекс и основание купола храма, пристроил экзонартекс и убрал боковые галереи. Тогда произошёл последний значительный этап украшения храма мозаиками.
В начале XIII века, когда крестоносцы выбили византийцев из Константинополя, монастырь, возможно, стал резиденцией патриархов Константинопольских. Михаил IV Авториан провёл в нём Собор в июне 1209 года. После битвы у Антиохии на Меандре император Феодор I Ласкарис заключил в монастыре пленённого бывшего императора Алексея III Ангела, где в том же 1211 году тот умер и был похоронен. Через год Феодор похоронил там же первую жену Анну Ангелину (дочь Алексея III), а после смерти в 1221 году и сам император был погребён в монастыре. В 1240 году игумен Успенского монастыря Мефодий был избран патриархом Константинопольским, но в том же году умер.
После завоевания Никеи османами монастырь продолжал действовать, и, хотя источников о его османском периоде мало и дата его закрытия неизвестна, в 1830-х годах он ещё существовал. Церковь Успения действовала для местных христиан до 1922 года, когда после победы в войне с греками турецкая артиллерия уничтожила храм. От него остались руины оснований колонн, окружённые жилой застройкой Изника. Мозаики храма на рубеже XIX—XX веков были тщательно задокументированы, в том числе Русским археологическим институтом в Константинополе, и после уничтожения продолжают изучаться.